# Mesoleuca abafii
Mesoleuca abafii là một loài bướm đêm trong họ Geometridae.